# Ido
Ido je umělý jazyk vypracovaný v roce 1907 na základě esperanta, proto se mu také někdy říká reformované esperanto. Autory byli Louis Couturat a Léopold Leau, kteří jazyk předložili jménem zvláštní delegace jako reformu namísto esperanta. Cílem reformy bylo odstranit některé kritizované vlastnosti esperanta, například koncovku čtvrtého pádu, a zlepšení znění jazyka. Po idu se objevilo množství dalších reformujících projektů. Ido se vyvinulo na začátku dvacátého století a udržuje si poměrně stálé stoupence, zejména v Evropě. V současné době je ido společně s esperantem a Interlinguou jediným pomocným jazykem s vysokým počtem textů a relativně širokou základnou mluvčích. Jedná se o nejrozšířenější esperantido.

## Struktura jazyka
Jelikož ido vychází z esperanta, je i většina jeho slovní zásoby shodná či podobná. V idu neexistují homonyma.

### Abeceda
K zápisu jazyka se užívá 26 písmen:
| Písmeno:    | a    | b | c  | ch | d | e    | f | g | h | kh | i | j | k | l | m | n | o    | p | qu | r    | s | sh | t | u | v | w | x     | y | z |
| Výslovnost: | a    | b | c  | č  | d | e    | f | g | h | ch | i | ž | k | l | m | n | o    | p | kw | r    | s | š  | t | u | v | w | ks    | j | z |
| IPA:        | a, ɑ | b | t͡s | t͡ʃ | d | ɛ, e | f | g | ɦ | x  | ɪ | ʒ | k | l | m | n | o, ɔ | p | kw | ɾ, r | s | ʃ  | t | ʊ | v | w | k͡s,g͡z | j | z |

Většina písmen se tedy v idu píše a hlásky vyslovují stejně jako v češtině. Pouze j se vyslovuje jako ž ve slově žába. Skupiny au, eu se v idu vyslovují jako dvě dvojhlásky, v češtině jako ve slovech auto, euro. Slabiky di, ti, ni se vyslovují nezměkčeně, stejně jako ve slovech diktátor (diktatoro), tinktura (tinkturo) nebo nikotin (nikotino).

### Slovní zásoba
Slovní zásoba pochází z různých národních jazyků a především z esperanta. Některá nová slova i z neevropských, například z japonštiny, jedná se však o kmeny mezinárodně známé; většina nicméně pochází z hlavních evropských řečí – především z latiny, španělštiny, francouzštiny, němčiny a angličtiny. Kvůli značné shodě kmenů v těchto jazycích se mnoho esperantských kmenů objevuje ve více národních řečech.
Ido je jazyk hodně založený na příponách (40) a předponách (16). Díky nim se dá z jednoho kořene vytvořit i přes 50 slov.
Příklad:
manjar – jíst;
manjajo – jídlo;
manjerio – restaurace;
manjita – snězený;
manjeyo – místo pro jezení;

### Gramatická pravidla

#### Podstatná jména
|                | Nominativ | Akuzativ |
| -------------- | --------- | -------- |
| Číslo jednotné | -o        | -on      |
| Číslo množné   | -i        | -in      |

Podstatné jméno má vždy koncovku -o, množné číslo -i. Ido má pouze dva mluvnické pády: nominativ (nominativo, odpovídá českému 1. pádu) a akuzativ (akuzativo, odpovídá českému 4. pádu). Akuzativ se tvoří připojením koncovky -n: la patro – la patron, la patri – la patrin. Akuzativ se vyjadřuje pouze v případech, kdy předmět předchází podmětu. Ostatní mluvnické pády se vyjadřují pomocí předložek, např.: kun la patro – s otcem, al patro – k otci, de la patro – od otce.

#### Přídavná jména
Přídavné jméno má vždy koncovku -a a neskloňuje se. Druhý stupeň se tvoří pomocí příslovce plu – více, třetí pomocí příslovce maxim – nejvíce; slovo než se překládá jako kam: např. plu blanka kam nivo – bělejší než sníh; la maxim blanka – nejbělejší.
V idu se dá však stupňovat i dolů. min blanka kam nivo – méně bílý než sníh; la minim blanka – nejméně bílý.

#### Osobní zájmena
|             |              | Číslo jednotné   | Číslo množné     |
| ----------- | ------------ | ---------------- | ---------------- |
| První osoba | První osoba  | me (já)          | ni (my)          |
| Druhá osoba | Druhá osoba  | tu, vu (ty, Vy)  | vi (vy)          |
| Třetí osoba | rod mužský   | il/ilu (on)      | ili (oni)        |
| Třetí osoba | rod ženský   | el/elu (ona)     | eli (ony)        |
| Třetí osoba | rod střední  | ol/olu (ono)     | oli (ona)        |
| Třetí osoba | rod neurčitý | lu (on/ona/ono)  | li (oni/ony/ona) |
| Neurčité    | Neurčité     | on/onu („někdo“) | on/onu („někdo“) |
| Zvratné     | Zvratné      | su (se)          | su (se)          |

Osobní zájmena jsou: me – já; tu – ty, vu – Vy, vi – vy; ilu – on; elu – ona; olu – ono, lu – on/ona/ono; su – se; ni – my; li – oni, ony, ona; ili – oni; eli – ony; oli – ona; . Tu se používá při tykání si, obvykle si tykáme s dětmi, zvířaty a blízkými přáteli. Zájmeno onu se užívá k vyjádření neurčitého podmětu, podobně jako německé man či francouzské on: onu dicas – říká se. Přivlastňovací zájmena se tvoří koncovkou přídavného jména -a: mea – můj. Zájmena se skloňují stejně jako podstatná jména: men – mě, mne.

#### Číslovky
- Základní číslovky jsou nesklonné: 1 – un, 2 – du, 3 – tri, 4 – quar, 5 – kin, 6 – sis, 7 – sep, 8 – ok, 9 – non, 10 – dek, 100 – cent, 1000 – mil. Čísla se tvoří násobením a sčítáním: 20 – duadek. 27 – duadek e sep. 854 – okacent e kinadek e quar. 15698 – dek e kin mili e sisacent e nonadek e ok. Řadové číslovky mají příponu -esm-: quaresma – čtvrtý. Násobné se tvoří příponou -opl-: quaropla – čtyřnásobný, quarople – čtyřnásobně. Zlomky mají příponu -im-: quarimo – čtvrtina, hromadné číslovky -op-: quarope – čtyři a čtyři (čtyřmo, ve čtveřicích), podílné po: po quar – po čtyřech. Číslovky mohou být též podstatnými jmény a příslovci: quaro – čtyřka, quare – za čtvrté.

#### Slovesa
|              | Oznamovací způsob | Příčestí činné | Příčestí trpné | Neurčitek | Rozkazovací způsob | Podmiňovací způsob |
| ------------ | ----------------- | -------------- | -------------- | --------- | ------------------ | ------------------ |
| Čas minulý   | -is               | -int-          | -it-           | -ir-      | -ez                | -us                |
| Čas přítomný | -as               | -ant-          | -at-           | -ar-      | -ez                | -us                |
| Čas budoucí  | -os               | -ont-          | -ot-           | -or-      | -ez                | -us                |

Sloveso se nemění ani v osobě ani v čísle: me facas – dělám, la patro facas – otec dělá, li facas – oni/ony/ona dělají. Přítomný čas má koncovku -as, minulý -is, budoucí -os, podmiňovací způsob -us, rozkazovací způsob -ez, neurčitý způsob -ar.
Příčestí a přechodníky mají v idu větší rozlišovací schopnost:
- přítomné činné končí na -ant: drinkanta – pijící
- minulé činné končí na -int: drinkinta – který pil
- budoucí činné končí na -ont: drinkonta – hodlající pít
- přítomné trpné končí na -at: drinkata – pit
- minulé trpné končí na -it: drinkita – vypit
- budoucí trpné končí na -ot: drinkota – mající být pit
- Přechodníky končí na -e: drinkante – při pití, drinkinte – po pití, drinkonte – před pitím
- Všechny tvary trpného rodu se tvoří pomocí příslušného tvaru pomocného slovesa esar – být a trpného příčestí dotyčného slovesa, při čemž se pro konatele používá předložky da: elu esas amata da omni – (ona) je milována všemi.

#### Souvztažná slova
|                |          | Tázací                       | Ukazovací          | Neurčité                              | Všeobecné                                     | Záporné                   |
| qu-            | t-       | ul-                          | omn-               | nul-                                  |                                               |                           |
| -------------- | -------- | ---------------------------- | ------------------ | ------------------------------------- | --------------------------------------------- | ------------------------- |
| Vlastnosti     | -ala     | quala (jaký)                 | tala (takový)      | ula (nějaký)                          | omnala (všelijaký)                            | nula (nijaký)             |
| Důvodové       | pro -    | Pro quo (proč)               | Pro to (proto)     | pro ulo (z nějakého důvodu)           | Pro omno (ze všech důvodů)                    | Pro nulo (bez důvodu)     |
| Časové         | - tempe  | qua tempe/ kande (kdy)       | ta tempe (tehdy)   | ula tempe (někdy)                     | omna tempe (vždy)                             | nula tempe (nikdy)        |
| Místní         | -loke    | qua-loke/ ube (kde)          | ta-loke (tam)      | ula-loke (někde)                      | omna-loke (všude)                             | nula-loke (nikde)         |
| Způsobové      | -maniere | qua-maniere/quale (jak)      | tal-maniere (tak)  | ul-maniere (nějak)                    | omna-maniere (všelijak)                       | nul-maniere (nijak)       |
| Přivlastňovací | di -     | di qua/quo/qui (čí)          | di ta/to/ti (toho) | di ula/ulo/uli (něčí)                 | di omna/omno/omni (všech)                     | di nula/nulo/nuli (ničí)  |
| Věci           | -o       | quo (co)                     | to (to)            | ulo (něco)                            | omno (vše)                                    | nulo (nic)                |
| Množstevní     | -ante    | quante (kolik)               | tante (tolik)      | ulante (trochu)                       | omnante (všechno)                             | nulante (ani trochu)      |
| Osobní/Vztažné | -u,i     | qua, qui (kdo, který)(kteří) | ta, ti (ten)(ti)   | ula, ulu, uli (nějaký)(někdo)(nějací) | omna, omnu, omni (každý)(každý j.č.)(všichni) | nula, nulu (žádný)(nikdo) |

Mezi souvztažná slova patří korelativní zájmena a zájmenná příslovce. Systém jejich odvozování přehledně ukazuje tabulka.

#### Příslovce
Příslovce odvozená od přídavných jmen mají koncovku -e, stupňují se také jako přídavná jména: bona – dobrý, bone – dobře; Mea fratulo kantas plu bone kam me. – můj bratr zpívá lépe než já.

#### Další pravidla
- Předložky se všechny pojí s nominativem, některé (při určování směru) také s akuzativem.
- Spojky jsou užívány stejně, jako ve slovanských jazycích.
- Člen určitý (la) je stejný pro všechny rody a pády v čísle jednotném i množném.
- Každé slovo se čte tak, jak je psáno.
Existuje i člen le pro vyjádření množného čísla tam, kde to nejde pomocí koncovky. Například u přídavných jmen, která nejsou spojena s podstatným jménem. le blanka = ti bílí
- Přízvučná slabika je u víceslabičných slov vždy předposlední, vyslovuje se tedy: Me' plu am'as habitar' hi'ke kam habitar' i'be.; U sloves je přízvuk na poslední slabice. V i*, u* skupinách, kde * je samohláska se i*, u* vyslovuje jako jedna slabika. Příklad studiar' (studovat).
- Složená slova se tvoří prostým spojením slov, přičemž lze odvrhnout koncovku: vapor-navo – parník, vaporo = pára, navo = loď.
- Zápor se tvoří ve větě pouze jedním záporným slovem (záporkou): Nikdo to neviděl – Nulu to vidis. (Nesprávně: Nulo to ne vidis).
- Na otázku „kam“ se odpovídá akuzativem s -a(d): adheme – domů, a Praha – do Prahy.
- Takzvaná cizí slova se přejímají obvykle beze změny, píší se však foneticky.

## Užitečné fráze
Několik užitečných frází, s fonetickou transkripcí:
| Ahoj.              | Saluto.             |
| Jak se jmenujete?  | Quale vu nomesas?   |
| Jmenuji se…        | Me nomesas…         |
| Kolik?             | Quante?             |
| Mluvíte idem?      | Ka vu parolas ido?  |
| Nerozumím Vám.     | Me ne komprenas vu. |
| Děkuji.            | Danko.              |
| Není zač.          | Ne dankinde.        |
| Račte.             | Bonvolez.           |
| Blahopřeji!        | Gratulo!            |
| Dobře.             | Bone.               |
| Je pěkný den.      | Esas/Es bela dio.   |
| Miluji tě.         | Mi adoras tu.       |
| Na shledanou.      | Til rivido.         |
| Prosím jedno pivo. | Un biro, me pregas. |
| Co je to?          | Quo to es/esas?     |
| To je…             | To es/esas…         |
| Jak se Vám daří?   | Quale vu standas?   |
| Dobré ráno.        | Bona matino.        |
| Dobrý den.         | Bona jorno.         |
| Dobrý večer.       | Bona vespero.       |
| Dobrou noc.        | Bona nokto.         |

## Vzorový text

### Všeobecná deklarace lidských práv
| ido   | Omna homi naskas libera ed egala relate digneso e yuri. Li es dotita per raciono e koncienco e devas agar vers l'una l'altra en spirito di frateso. |
| česky | Všichni lidé se rodí svobodní a sobě rovní co do důstojnosti a práv. Jsou nadáni rozumem a svědomím a mají spolu jednat v duchu bratrství.          |